# Papar
 For alternative betydninger, se Papar (flertydig). (Se også artikler, som begynder med Papar)
Papar er en lille by som ligger udenfor storbyen Kota Kinabalu, på Borneo i Malaysia.